# Altheim (Alb)
Altheim (Alb) är en kommun(tyska Gemeinde) i Alb-Donau-Kreis i förbundslandet Baden-Württemberg i Tyskland. Folkmängden uppgår till cirka 1 700 invånare, på en yta av 25,77 kvadratkilometer.
Kommunen ingår i kommunalförbundet Langenau tillsammans med staden Langenau och kommunerna  Asselfingen, Ballendorf, Bernstadt, Börslingen, Breitingen, Holzkirch, Neenstetten, Nerenstetten, Öllingen, Rammingen, Setzingen och Weidenstetten.

## Befolkningsutveckling
| Befolkningsutvecklingen i 1975–2015 | Befolkningsutvecklingen i 1975–2015 | Befolkningsutvecklingen i 1975–2015 | Befolkningsutvecklingen i 1975–2015 | Befolkningsutvecklingen i 1975–2015 |
| ----------------------------------- | ----------------------------------- | ----------------------------------- | ----------------------------------- | ----------------------------------- |
|                                     |                                     |                                     |                                     |                                     |
| År                                  |                                     |                                     | Folkmängd                           | Areal (ha)                          |
| 1975                                | 1975                                |                                     | 1 408                               | 2 577                               |
| 1980                                | 1980                                |                                     | 1 424                               |                                     |
| 1985                                | 1985                                |                                     | 1 431                               |                                     |
| 1990                                | 1990                                |                                     | 1 570                               | 2 578                               |
| 1995                                | 1995                                |                                     | 1 642                               |                                     |
| 2000                                | 2000                                |                                     | 1 722                               |                                     |
| 2005                                | 2005                                |                                     | 1 805                               |                                     |
| 2010                                | 2010                                |                                     | 1 761                               |                                     |
| 2015                                | 2015                                |                                     | 1 709                               |                                     |
|                                     |                                     |                                     |                                     |                                     |